# Cobitis rossomeridionalis
Cobitis rossomeridionalis är en fiskart som beskrevs av Vasil'eva och Vasil'ev, 1998. Cobitis rossomeridionalis ingår i släktet Cobitis och familjen nissögefiskar. Inga underarter finns listade i Catalogue of Life.